# L'Autre Monde (série télévisée d'animation)
Pour les articles homonymes, voir Autre monde.
L’Autre Monde ou Now and Then, Here and There - L’Autre monde (en japonais : 今、そこにいる僕 (Ima, soko ni iru boku), qui peut se traduire par Moi qui suis là maintenant) est un dessin animé japonais produit en 1999. 

## Histoire
Shû (シュウ), un jeune écolier passionné de kendo très insouciant, fait la rencontre d’une jeune fille très réservée, Lala-Rû (ララ・ルゥ). Pris d’un coup de foudre subit, il tente de la dérider par tous les moyens quand surgissent tout à coup des robots futuristes qui emportent la fille à travers une sorte de porte énergétique. Shû, armé de son sabre de bois les poursuit, mais finit par être séparé de Lala-rû. Celle-ci aura néanmoins eu le temps de lui confier son collier. Shû se rend compte entre-temps qu’il n’est plus du tout dans sa ville natale, ni même dans son monde (on devine, au cours de l’anime, qu'il s'agit d’un futur très lointain). La Terre est composée de déserts arides où vivent des créatures cauchemardesques et l’eau est devenue un luxe.
Il se retrouve dans la forteresse de Hellywood, dirigée par le dictateur fou Hamdo (ハムド) secondé par la froide Abélia (アベリア). Torturé et affamé, il fera la connaissance d’une jeune Américaine, Sara (サラ) aussi originaire de son monde. Shû sera enrôlé de force dans l’armée, composée presque uniquement d’enfants, dont beaucoup sont plus jeunes encore que lui. Il se liera d’amitié, quoique très teintée de rivalité, avec Nabuca (ナブカ), un garçon de son âge, et un jeune enfant, Bû (ブゥ). Malheureusement, ne partageant pas les idéologies de ses tortionnaires, ni même de ses compagnons d’infortune, il cherchera à s’évader à tout prix de la forteresse avec Lala-rû. Celle-ci semble pourtant intéresser au plus haut point Hamdo, qui veut à tout prix obtenir le secret de son collier, capable de fournir de l’eau en grandes quantités…
Plongé dans un univers où prédominent la haine et la violence, et où tous ses compagnons se font tuer les uns après les autres, Shû cherchera toujours à imposer sa philosophie insouciante et optimiste de la vie.

## Personnages principaux
- Shû : Le personnage principal. Insouciant, généreux et fondamentalement optimiste, il a pourtant tendance à agir sans réfléchir ce qui le plonge souvent dans des situations désastreuses. Il pratique le kendô à l’aide d’un sabre de bois et se refuse à utiliser n’importe quelle autre arme.
- Lala-Rû : Une fille étrange qui serait une sorcière âgée de plus de 10 000 ans, mais qui n’en paraît guère plus de 12. Elle possède un pendentif qui lui permet de faire apparaître de l’eau en grandes quantités, un bien devenu extrêmement précieux. Elle ne parle presque jamais et l’expérience lui a appris à n’utiliser ses pouvoirs qu’avec parcimonie, même sous la torture.
- Sara : Une pauvre fille à peine adolescente qui a été capturée par erreur par les soldats de Hamdo qui recherchaient Lala-rû. Le rôle que lui réservera Hamdo est peu enviable : elle devra servir de prostituée pour les soldats les plus méritants et de mère porteuse pour augmenter la population de la forteresse. Elle voue une haine féroce à Lala-rû et en veut aussi beaucoup à Shû qui lui a donné de faux espoirs avant qu’elle ne soit fixée sur son sort.
- Nabuka : Un enfant qui a été enrôlé de force par l’armée de Hamdo quand celle-ci a assailli son village. Il croit dur comme fer à la promesse de Hamdo qu’il pourrait retourner chez lui une fois la guerre terminée. Malgré son jeune âge, il est un soldat émérite et discipliné. Shû, en lui sauvant la vie, lui fait remettre en question sa philosophie de l’existence.
- Tabul : Le seul compagnon survivant du village de Nabuka. Il semble avoir trouvé dans l’armée de Hamdo un nouveau chez lui. C’est un spécialiste des coups bas.
- Hamdo : Un dictateur fou qui n’est pas sans rappeler Hitler. Son caractère est instable et il passe vite du rire aux larmes et à la colère, de la douceur à la violence. Il désire l’eau de Lala-rû pour activer sa forteresse volante et conquérir le monde.
- Abélia : La seule personne de confiance de Hamdo, prête à lui passer tous ses caprices, quitte à exécuter les ordres les plus cruels. L’intérêt que Hamdo porte à Lala-rû excite sa jalousie.

## Anime

### Fiche technique
- Année de sortie : 1999
- Nombre d’épisodes : 13
- Réalisateur : Akitarô Daichi
- Scénariste : Hideyuki Kurata
- Character design : Atsushi Ohizumi
- Musique : Taku Iwasaki

### Doublage
|                 | Voix japonaises | Voix françaises  |
| --------------- | --------------- | ---------------- |
| Abelia          | Reiko Yasuhara  | Agnès Manoury    |
| Boo             | Hiroko Konishi  | Chantal Baroin   |
| Hamdo           | Kôji Ishii      | Vincent Violette |
| Lala Ru         | Kaori Nazuka    | Elodie Ben       |
| Nabuca          | Yuka Imai       | Pascal Grull     |
| Sara            | Azusa Nakao     | Bénédicte Bosc   |
| Shûzô Matsutani | Akemi Okamura   | Alexandre Nguyen |
| Sis             | Rica Matsumoto  | Nathalie Duverne |